# Kion Lee
Kion Lee, né le 2 septembre 1993 à North Side, est un footballeur international anguillan évoluant au poste d'arrière droit.

## Biographie

### En sélection
Il joue son premier match en équipe d'Anguilla le 7 juillet 2012, en amical contre les îles Vierges britanniques (défaite 1-0).